# Liste der geschützten Landschaftsbestandteile im Landkreis Mühldorf am Inn
Im Landkreis Mühldorf am Inn gab es im Februar 2023 insgesamt 29 ausgewiesene geschützte Landschaftsbestandteile.

## Geschützte Landschaftsbestandteile
| 3 Feuchtflächen bei Höller                         | BW | LB-00099 | Rechtmehring Drei Teilflächen:               | ⊙ | 0,10 |  |
| 3 Toteiskessel bei Marsmeier                       | BW | LB-00101 | Maitenbeth Drei Teilflächen:                 | ⊙ | 0,12 |  |
| Auenbereich mit Altwasser bei Thal                 | BW | LB-00096 | Gars a.Inn                                   | ⊙ | 14,5 |  |
| Auwald bei Wörth                                   | BW | LB-00113 | Waldkraiburg                                 | ⊙ | 11,2 |  |
| Bund Naturschutz Kiesgrube (Wadle-Grube)           | BW | LB-00337 | Heldenstein                                  | ⊙ | 11,3 |  |
| Ehemalige Lehm- und Tongrube in Rohrbach           | BW | LB-00320 | Niederbergkirchen                            | ⊙ | 2,20 |  |
| Erlen- und Eschenwald bei Konrading                | BW | LB-00109 | Lohkirchen                                   | ⊙ | 1,06 |  |
| Feuchtfläche bei Feichten                          | BW | LB-00095 | Maitenbeth                                   | ⊙ | 1,80 |  |
| Feuchtfläche bei Reith                             | BW | LB-00102 | Haag i.OB                                    | ⊙ | 3,68 |  |
| Feuchtfläche mit Bachlauf                          | BW | LB-00097 | Polling                                      | ⊙ | 3,97 |  |
| Feuchtfläche mit Kopfweidenbestand bei Au          | BW | LB-00114 | Waldkraiburg                                 | ⊙ | 0,03 |  |
| Feuchtfläche mit Moorwaldvegetation bei Allmannsau | BW | LB-00098 | Haag i.OB                                    | ⊙ | 5,19 |  |
| Feuchtgebiet bei Wimpasing                         | BW | LB-00115 | Lohkirchen                                   | ⊙ | 1,36 |  |
| Feuchtwiese mit Bachlauf                           | BW | LB-00111 | Polling                                      | ⊙ | 2,71 |  |
| Fläche mit "Leucojum vernum" östlich von Linden    | BW | LB-00338 | Obertaufkirchen                              | ⊙ | 1,64 |  |
| Holzwiesen südlich von Lauterbach                  | BW | LB-00116 | Rattenkirchen, Heldenstein Zwei Teilflächen: | ⊙ | 2,86 |  |
| Laubwald bei Unterflossing                         | BW | LB-00112 | Polling                                      | ⊙ | 1,03 |  |
| Teich bei Guttenburg                               | BW | LB-00092 | Kraiburg a.Inn                               | ⊙ | 0,21 |  |
| Toteiskessel bei Brunnthal                         | BW | LB-00108 | Rechtmehring                                 | ⊙ | 0,05 |  |
| Toteiskessel bei Eisenau                           | BW | LB-00105 | Rechtmehring                                 | ⊙ | 0,05 |  |
| Toteiskessel bei Forchöd                           | BW | LB-00103 | Haag i.OB                                    | ⊙ | 0,01 |  |
| Toteiskessel bei Gänsberbl                         | BW | LB-00093 | Gars a.Inn                                   | ⊙ | 0,24 |  |
| Toteiskessel bei Hanholden                         | BW | LB-00107 | Rechtmehring                                 | ⊙ | 0,08 |  |
| Toteiskessel bei Maxau                             |    | LB-00100 | Gars a.Inn                                   | ⊙ | 0,65 |  |
| Toteiskessel bei Rosenberg                         | BW | LB-00104 | Haag i.OB                                    | ⊙ | 0,04 |  |
| Toteiskessel bei Wolfau                            | BW | LB-00106 | Haag i.OB                                    | ⊙ | 0,15 |  |
| Toteiskessel südlich von Holzham                   | BW | LB-00110 | Rechtmehring                                 | ⊙ | 1,86 |  |
| Toteiskessel südlich von Unterhart bei Lengmoos    | BW | LB-00094 | Gars a.Inn                                   | ⊙ | 0,46 |  |
| Toteiskessel und Geländemulden                     | BW | LB-00321 | Maitenbeth, Haag i.OB 33 Teilflächen:        | ⊙ | 2,32 |  |
| Legende für Geschützter Landschaftsbestandteil     |    |          |                                              |   |      |  |